# Campionatul European de Scrimă din 1982
Campionatul European de Scrimă din 1982 s-a desfășurat la Mödling în Austria. Probele pe echipe nu au fost incluse în  program.

## Rezultate

### Masculin
| Probă   | Aur                   | Argint                  | Bronz                 |
| Spadă   | Olivier Carrard (SUI) | Ernő Kolczonay (HUN)    | Robert Felisiak (POL) |
| Floretă | Mauro Numa (ITA)      | Mathias Gey (FRG)       | Andrea Borella (FRG)  |
| Sabie   | Tadeusz Piguła (POL)  | Andrzej Kostrzewa (POL) | György Nébald (HUN)   |

### Feminin
| Probă   | Aur                    | Argint                 | Bronz                   |
| Floretă | Dorina Vaccaroni (ITA) | Gertrúd Stefanek (HUN) | Carola Cicconetti (ITA) |

### Clasament pe medalii
| Loc   | Țară             | Aur | Argint | Bronz | Total |
| ----- | ---------------- | --- | ------ | ----- | ----- |
| 1     | Italia           | 2   | 0      | 2     | 4     |
| 2     | Polonia          | 1   | 1      | 1     | 3     |
| 3     | Elveția          | 1   | 0      | 0     | 1     |
| 4     | Ungaria          | 0   | 2      | 1     | 3     |
| 5     | Germania de Vest | 0   | 1      | 0     | 1     |
| Total | Total            | 4   | 4      | 4     | 12    |